# Chotyniec

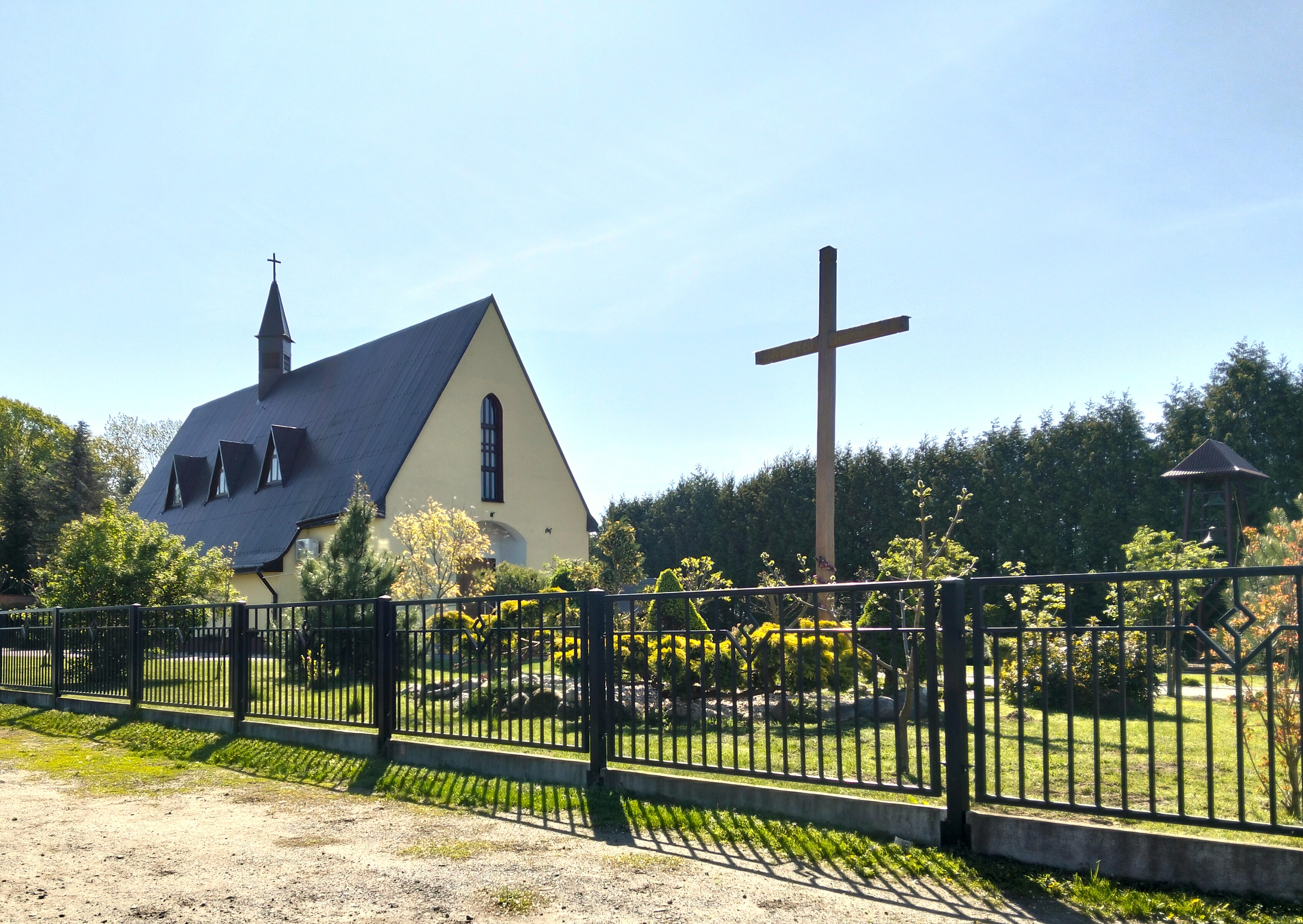
Kościół katolicki

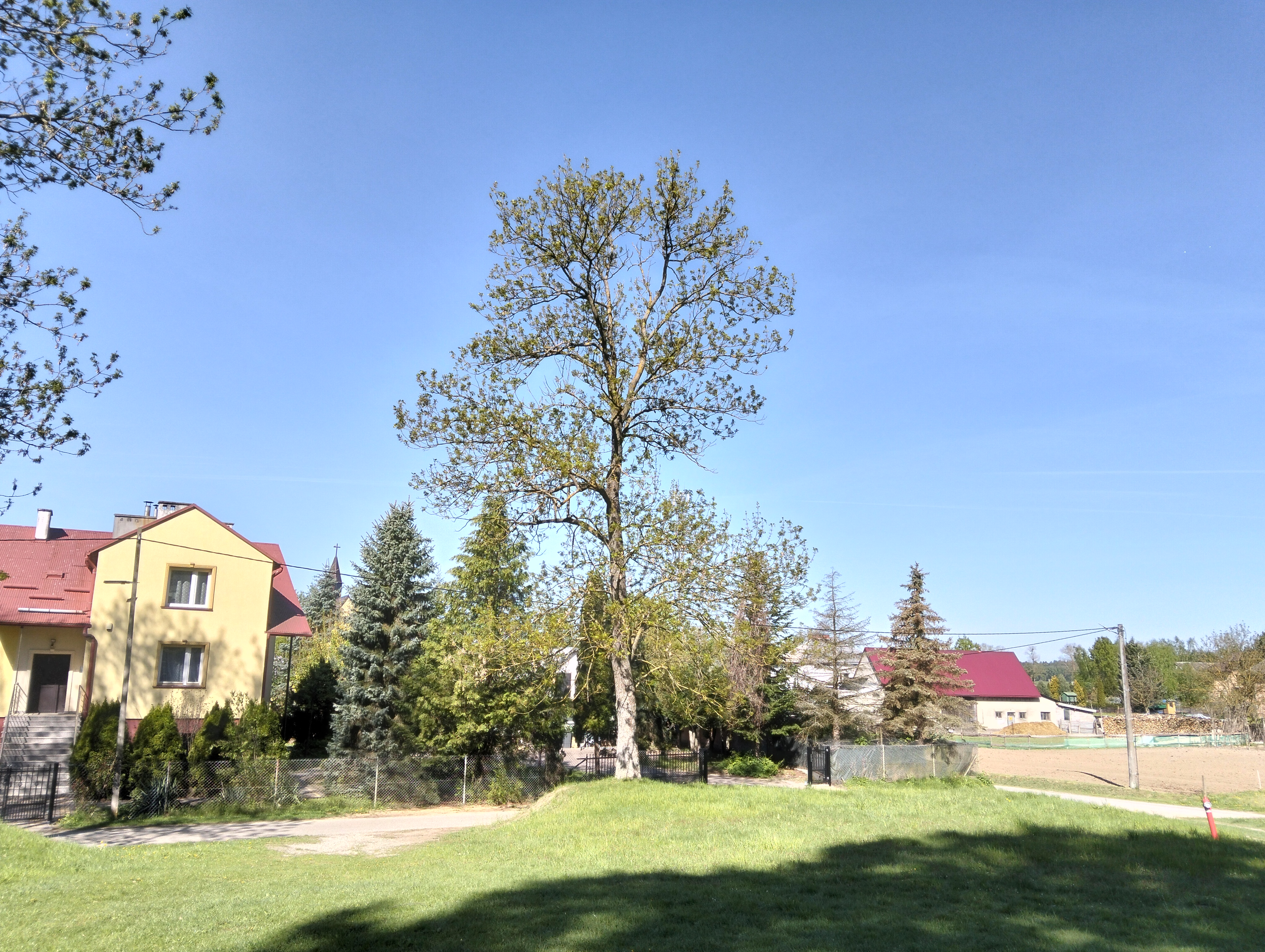
Fragment zabudowy wsi

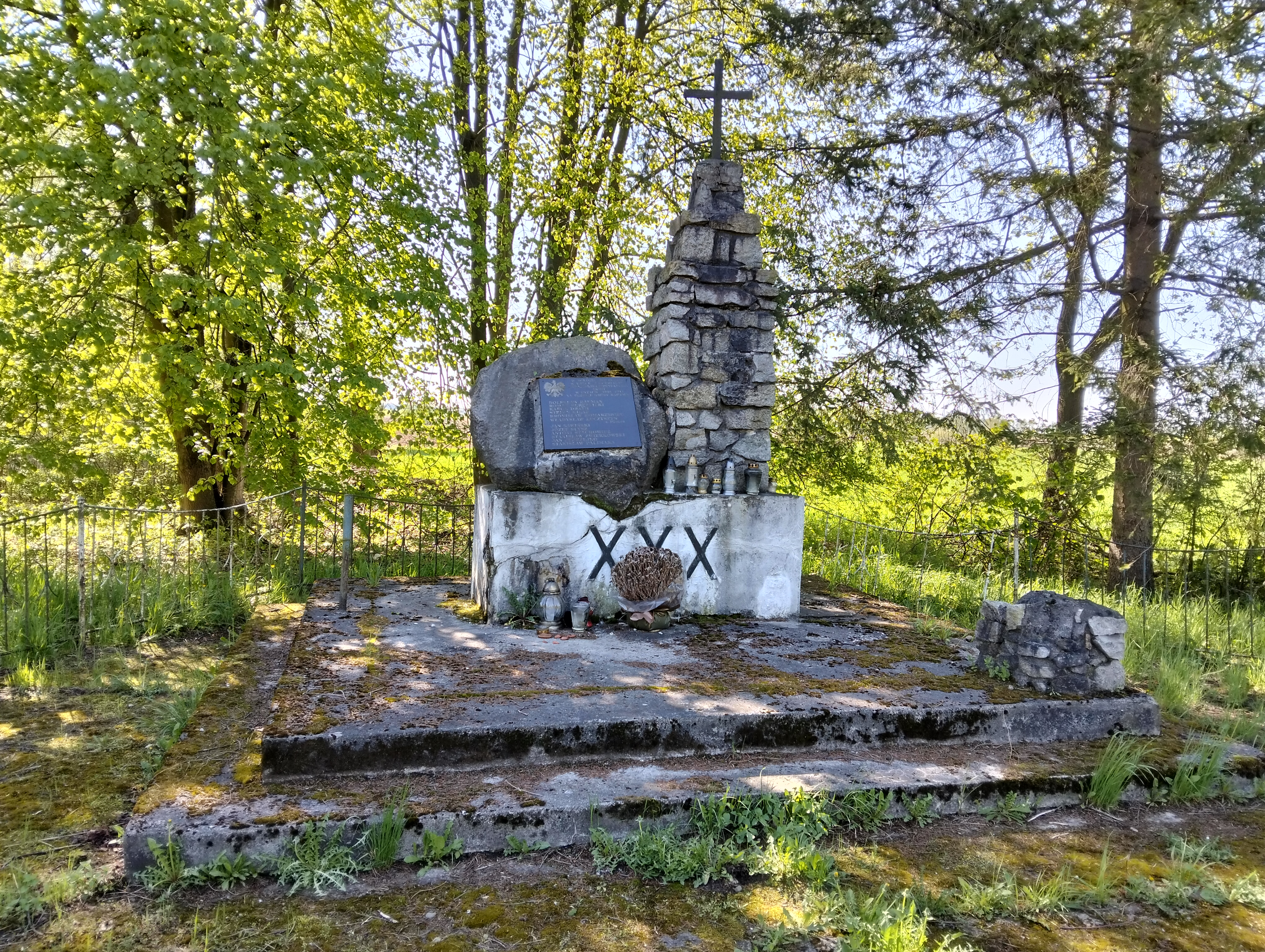
Pomnik ofiar UPA

Chotyniec – wieś w Polsce położona w województwie podkarpackim, w powiecie jarosławskim, w gminie Radymno, w południowej części Płaskowyżu Tarnogrodzkiego.
Słynie z cerkwi Narodzenia Przenajświętszej Bogurodzicy, która została wpisana na Listę Światowego Dziedzictwa UNESCO wraz z innymi drewnianymi cerkwiami w Polsce i na Ukrainie w 2013 roku.
W latach 1975–1998 miejscowość położona była w województwie przemyskim.

## Części wsi
| SIMC    | Nazwa   | Rodzaj     |
| ------- | ------- | ---------- |
| 0609391 | Załazie | przysiółek |

## Historia
Pierwsza pisemna wzmianka o Chotyńcu pochodzi z XV w., ale jakaś forma osadnictwa istniała tu zapewne wcześniej. Według legendy miało tu być osada o nazwie Choć. Na polach nieopodal wsi znajduje się piaszczysta wyniosłość (208 m n.p.m.) zwana z ruska Horodysko (Grodzisko). Zachowały się tu pozostałości owalnej formy o wymiarach około 750×580 m, bliżej nieznanego pochodzenia. Możliwe, że są to właśnie wały wczesnośredniowiecznego grodziska.
W trakcie badań prowadzonych od 2016 roku odkryto zabytki scytyjskiego kręgu kulturowego, w tym pozostałości grodziska oraz osad je otaczających.
Wieś administracyjnie należała w czasach I Rzeczypospolitej do ziemi przemyskiej województwa ruskiego. Stanowiła wówczas część domeny królewskiej. Stąd nadawana była zasłużonym dla władcy osobom świeckim lub duchownym, a także zastawiana. Pierwszym znanym z imienia posiadaczem Chotyńca (Chothynyecz, Chotynyecz, Chotynicz, Chotinice) oraz pobliskich Hruszowic był Budziwoj Mamajowicz. Na przełomie XVI i XVII wieku w miejscowości miał swoją siedzibę słynny „diabeł łańcucki” Stanisław Stadnicki. Jesienią 1603 roku w Chotyńcu doszło do regularnej bitwy między Stanisławem Stadnickim, a podobnym mu awanturnikiem Janem Herburtem i ich wojskami. Zginęło wtedy 6 osób, a 15 zostało rannych. We wsi istniał, niezachowany do czasów obecnych, dwór. Oto jak dwór ten przedstawiał się w latach 1661–1665. Dwór w tej wsi parkanem ze trzech stron oparkaniony wrota do niego wjezdne. Izdeb małych 3 z komorami 2. Trzecia bez komory. Dom wielki nowo postawiony z gankiem. W nich izdeb większych 2 z komnatami pobocznych mniejszych2 także z komnatami. Piece wszędy nowe. Komin 1 wywiedziony. Kuchnia w tyle tego budynku niemała. Piwnica murowana pod tym budynkiem. Stajnia wszedłszy z tego budynku po lewej stronie, a za nią folwark z oborą przy gumnie.
W XVII wieku, w następstwie ogólnego osłabienia Rzeczypospolitej, Chotyniec padał wielokrotnie ofiarą grabieży ze strony Tatarów, Kozaków i band niepłatnego wojska. I tak w czerwcu 1624 roku Tatarzy splądrowali wieś niszcząc 10 ¼ łana, 11 gospodarstw zagrodników, dwór, 3 karczmy oraz młyn o 2 kołach. Kolejny najazd tatarski dotknął wieś jesienią 1629 roku. Z kolei jesienią 1648 roku, po wybuchu powstania Chmielnickiego, posuwający się od strony Krakowca i Wielkich Oczu Kozacy, prawdopodobnie pod dowództwem pułkownika Kapustyńskiego, splądrowali Chotyniec. Zaznaczono, że wraz z Kozakami w grabieży wsi wzięli udział żądni ludzkiego towaru Tatarzy. We znaki mieszkańcom dał się również najazd wojsk siedmiogrodzkich Jerzego II Rakoczego wspomaganych przez Kozaków w czasie potopu szwedzkiego. Rozmiar zniszczeń uwidacznia lustracja województwa ruskiego z lat 1661–1665 podając, że w Chotyńcu z 15 łanów pozostało zaledwie 2 ¼, a inne pusto leżały, 2 karczmy spustoszały, przed wojną było 50 poddanych teraz 24. Dzieła zniszczenia dopełnił kolejny najazd Tatarów w październiku 1672 roku. Straty oceniona na ¾ zabudowy. Po zniszczeniach Chotyniec zawsze się jednak odbudowywał.
W 1772 roku, w wyniku I rozbioru Polski, wraz z całą Galicją znalazł się w granicach Austrii. Pochodzący z połowy XIX wieku plan katastralny wskazuje na istnienie przysiółków – Chałupki Chotynieckie, Załazie, Dąbrowa, Spokojówka oraz U Szczebla. W tym czasie zabudowa wsi była wyłącznie drewniana i głównie skoncentrowana w centrum wyznaczonym przez cerkiew. W latach 1850–1851 Chotyniec liczył 1174 mieszkańców, w zdecydowanej większości grekokatolików.
W okresie I wojny światowej walki o San spowodowały znaczne straty w zabudowie wsi m.in. zniszczeniu uległa cerkiewna dzwonnica. Pozostałością wspomnianych walk jest także cmentarz wojenny położony w osadzie Łapajówka (dawniej Spokojówka). W okresie II Rzeczypospolitej, do 31 lipca 1934 roku, Chotyniec był samodzielną gminą wiejską. Natomiast, 1 sierpnia 1934 roku, wieś administracyjnie weszła w skład gminy Gnojnice w powiecie jaworowskim województwa lwowskiego. Przed II wojną światową Chotyniec był dużą wsią zamieszkaną głównie przez Ukraińców. Po wojnie obszar ten był polem działania UPA, a większa część ludności Chotyńca pochodzenia ukraińskiego (ok. 740 osób) została wysiedlona w ramach akcji „Wisła”. W latach 1944–1945 nacjonaliści ukraińscy z OUN-UPA zamordowali tutaj 11 Polaków i Ukraińców. Po 1956 roku do wsi powróciło kilkanaście ukraińskich rodzin.

## Religia
W Chotyńcu znajdują się dwie parafie pw. Narodzenia Najświętszej Marii Panny: parafia rzymskokatolicka należąca do archidiecezji przemyskiej – dekanat Radymno II oraz parafia greckokatolicka należąca do archieparchii przemysko-warszawskiej – dekanat przemyski wraz z cerkwią drewnianą pw. Narodzenia Przenajświętszej Bogurodzicy wzniesioną w 1613 roku.

## Turystyka
Przez Chotyniec przebiegają następujące szlaki turystyczne:
- Szlak Architektury Drewnianej województwa podkarpackiego – Trasa nr V (przemyska);
- Wschodni Szlak Rowerowy Green Velo;
- Szlak Ikon – szlak rowerowy niebieski.

## Transport
Przez miejscowość przebiega droga powiatowa nr 1822 relacji Łapajówka-Hruszowice-Gaje. Na północ od tej miejscowości łączy się ona z drogą krajowa nr 94. Natomiast na południe od niej biegnie autostrada A4. Przez Chotyniec przebiega regularna linia autobusowa relacji Budzyń-Korczowa-Jarosław.

## Oświata
Miejscowość jest siedzibą Szkoły Podstawowej.

## Kultura
W miejscowości działają Towarzystwo Folklorystyczne „Dibrowa” oraz Stowarzyszenie Kultura Łączy Narody. Funkcjonuje tu również świetlica wiejska.

## Sport
W Chotyńcu działał, założony w 2009 roku, piłkarski klub sportowy LKS Agro Chotyniec, występujący w rozgrywkach klasy B grupy jarosławskiej II, który w 2019 roku w listopadzie został wycofany z rozgrywek z powodu brak kadrowych spowodowanych chorobą "COVID-19".

## Ochrona przyrody
W odległości ok. 2 km na północny zachód od centrum wsi, w rejonie dawnego przysiółka Dąbrowa, znajduje się użytek ekologiczny „Dąbrowa” o powierzchni 0,78 ha, w którym ochronie podlega charakterystyczna dla łęgów i olsów roślinność.

## Osoby związane z miejscowością
- Aleksandra Zaprutko-Janicka – historyk i publicystka, współzałożycielka „Ciekawostek Historycznych”, autorka ponad 200 artykułów popularnonaukowych i dwóch książek Okupacja od kuchni oraz Piękno bez konserwantów
- Stanisław Kaczmar – zbudował we wsi kościół ofiarowany następnie Caritasowi Archidiecezji Przemyskiej
- Stanisław Diabeł Stadnicki herbu Szreniawa bez Krzyża (ok. 1551 – 1610) – awanturnik i sławny warchoł, nazwany „Diabłem Łańcuckim”, posiadacz Chotyńca na przełomie XVI i XVII wieku, jesienią 1603 stoczył w Chotyńcu bitwę z podobnym sobie awanturnikiem Janem Herburtem.